# Богдан Недільський
Богдан Оверкович Недільський (англ. Bohdan Nedilsky; 23 серпня 1967, Чикаго, США) — американський футболіст українського походження, півзахисник. Перший американський легіонер в українському футболі.

## Життєпис
Народився 23 серпня 1967 року в родині українських переселенців, що переїхали до США після другої світової війни. Мама народилася у Львові, а тато — у Станиславові. У вихованні хлопчика чималу роль батьки відводили недільній школі та спортивним товариствам діаспори. З 10-ти років займався футболом у юнацькій команді суспільства «Чорноморська Січ», де його першим тренером став Ігор Чупенко.
Після навчання в школі він вступив до Університету Маркетта. Вивчав психологію і грав у півзахисті університетської команди «Маркетт Голден Іглз». 1988 року став чемпіоном II Української спортової олімпіади, яка проводилася з нагоди 1000-річчя хрещення Русі.
1990 року отримав запрошення до української збірної Америки. Під керівництвом Євгена Чижовича команда діаспори провела два матчі з львівськими «Карпатами». Перший поєдинок завершився перемогою гостей, а Богдан Недільський забив єдиний гол своєї команди. Після другого матчу Карло Мікльош запропонував йому спробувати свої сили в українському футболі. Приблизно півроку тривали бюрократичні зволікання з боку Федерації футболу СРСР. У цей час Богдан Недільський стажувався в угорському «Ференцвароші».
До Львова приїхав у березні 1991 року. Мешкав у гуртожитку, в одній кімнаті з воротарем Валерієм Паламарчуком. 9-го травня дебютував у складі «Карпат». На 85-й хвилині матчу з дрогобицькою «Галичиною» замінив Романа Толочка. Того року львівський клуб здобув перемогу в західній зоні другої ліги, а Богдан Недільський виходив на поле 14 разів.
По завершенні сезону повернувся до США. Займався науковою і викладацькою діяльністю. Паралельно виступав за клуби «Крила», «Леви», «Чорноморська Січ», а також тренував шкільні футбольні команди.